# Nicolae Dimitrie Racoviță
Nicolae Dimitrie Racoviță a fost un politician român din secolul al XIX-lea, ministru al cultelor în al doilea guvern Nicolae Kretzulescu (1), format la București, între 24 iunie 1862 - 11 octombrie 1863, format după unirea administrativă a Principatelor Române.